# Bucculatrix sexnotata
Bucculatrix sexnotata är en fjärilsart som beskrevs av Braun 1927. Bucculatrix sexnotata ingår i släktet Bucculatrix och familjen kronmalar. Inga underarter finns listade i Catalogue of Life.